# Запис Ивановића орах (Милошево)
Запис Ивановића орах (Милошево) се налази на парцели чији је власник Ивановић Живорад.

## Локација
| Општина             | Јагодина                                                         |
| Катастарска општина | Милошево                                                         |
| Потес               | Дедин луг                                                        |
| Координате          | 44° 06′ 39″ С; 21° 09′ 58″ И / 44.110700000000001° С; 21.1661° И |
| Надморска висина    | 111m                                                             |

## Карактеристике
Дендрометријске вредности утврђене на терену и сателитским снимцима:
| Стабло                     | Орах |
| Висина стабла              | m    |
| Обим дебла                 | m    |
| Пречник крошње             | 13m  |
| Пречник дебла              | m    |
| Висина дебла до прве гране | m    |

## База записа
Запис је у оквиру Викимедија пројекта "Запис - Свето дрво" заведен под редним бројем 1155.